# ایگل‌اکسپرس
ایگل‌اکسپرس (به انگلیسی: Eaglexpress) یک شرکت هواپیمایی با کد یاتا 9A است که در ۸ اوت ۲۰۱۱ میلادی تأسیس شده و در ۱۹ سپتامبر ۲۰۱۲ فعالیتش را آغاز کرده‌است.